# さよならをするために
「さよならをするために」は、ビリー・バンバンの楽曲。1972年2月10日に芸音レコードから発売され、1993年9月22日にキングレコードから「さよならをするために (ニュー・ヴァージョン)」として再発売された。

## 背景
日本テレビのテレビドラマ『3丁目4番地』の主題歌として発売され、1993年にリリースした「さよならをするために (ニュー・ヴァージョン)」が、日本テレビ系『ザ・サンデー』のエンディングテーマ及び三和酒類の焼酎「いいちこ」のコマーシャルソング（1993年～1994年）として使われていた。
1972年の『第23回NHK紅白歌合戦』にこの曲で初出場した。
1986年以降、高等学校の音楽教科書にも何度か掲載された。

## 制作
石坂浩二が作詞、坂田晃一によって作曲された。しかし、当時のフォーク歌手の風潮として、他人の作詞、作曲したものを歌うのは一種の恥であると受け取る面があり、ビリー・バンバンのメンバーである菅原進は、この曲のレコーディングをボイコットしたという逸話がある。

## 記録
累計では約80万枚を売り上げ、当時人気が低迷していたビリー・バンバンにとっては、1969年に発売された「白いブランコ」以来の大ヒット曲となった。

## 収録曲

### オリジナル
| #         | タイトル                 | 作詞      | 作曲      | 編曲      | 時間 |
| --------- | ------------------------ | --------- | --------- | --------- | ---- |
| 1.        | 「さよならをするために」 | 石坂浩二  | 坂田晃一  | 坂田晃一  | 3:01 |
| 2.        | 「野ばらの咲いてた道」   | 菅原孝    | 菅原進    | 青木望    | 2:40 |
| 合計時間: | 合計時間:                | 合計時間: | 合計時間: | 合計時間: | 5:41 |

### ニュー・ヴァージョン
| 全作詞: 石坂浩二、全作曲: 坂田晃一。 |                                                    |          |            |          |
| #                                    | タイトル                                           | 作詞     | 作曲・編曲 | 編曲     |
| 1.                                   | 「さよならをするために」(ニュー・ヴァージョン)     | 石坂浩二 | 坂田晃一   | 岸村正実 |
| 2.                                   | 「さよならをするために」(オリジナル・ヴァージョン) | 石坂浩二 | 坂田晃一   | 坂田晃一 |
| 3.                                   | 「さよならをするために」(カラオケ)                 | 石坂浩二 | 坂田晃一   |          |

## カヴァーしたアーティスト
- 青い三角定規
- 天地真理（1972年、オリジナル・アルバム「虹をわたって」）
- イルカ
- 岩崎宏美（1981年、カバー・アルバム「すみれ色の涙から…」）
- グラシェラ・スサーナ
- 小柳ルミ子
- 堺正章
- ザ・ピーナッツ
- 沢田知可子
- 島倉千代子
- スプリンター（1979年の企画アルバム「NTVM AFTER 10 YEARS」に収録）
- 高田みづえ
- 髙橋真梨子
- 高山厳
- チェリッシュ
- 中森明菜（2008年、カバーアルバム「フォーク・ソング〜歌姫抒情歌」）
- 倍賞千恵子
- 本田路津子
- 松山千春（2006年、カバーアルバム『再生』収録）
- 渡辺謙
- 桑田佳祐（2009年、ライブビデオ「昭和八十三年度!ひとり紅白歌合戦」）